# Mount Larcom
Mount Larcom – miasto w Australii, w stanie Queensland.